# Monte Azul Paulista
Monte Azul Paulista est une municipalité brésilienne de l'État de São Paulo et la Microrégion de Jaboticabal.